# Nadja Sarwat
Nadja Sarwat (* 10. August) ist eine österreichische Journalistin.

## Leben
Nadja Sarwat ist die Tochter eines Apothekers und wuchs in Kairo und Wien auf. Sie studierte Theater-, Film- und Medienwissenschaft sowie Publizistik und Kommunikationswissenschaft an der Universität Wien.
Sie begann 1988 ihre Laufbahn als freie Journalistin bei der Tageszeitung Der Standard und schrieb in Folge für Medien wie Kurier, Arbeiter-Zeitung, profil, Falter, Welt der Frau und TV-Media. 1997 wurde sie von News als Redakteurin ins Team der Kulturredaktion geholt, wo sie bis 2016 blieb, zuletzt als leitende Kulturredakteurin im Bereich Film, wo sie sich auf Star-Interviews und Reportagen von internationalen Filmfestivals spezialisierte. Sie schrieb zudem eine Familienkolumne und einen Blog für das Magazin.
2016 wechselte sie in die Kulturredaktion von orf.at, dem Nachrichtenportal des ORF, wo sie seither als Autorin schreibt und Bewegtbildbeiträge liefert. Ihre Spezialgebiete aus den Bereichen Kultur sind Filmreportagen und Star-Interviews. Ein weiterer Schwerpunkt ihrer Arbeit liegt bei gesellschaftspolitischen Beiträgen rund um die Themen Frauen, Familie und Migration. Ihr Bericht auf orf.at zum Frauentag 2017 über Alleinerziehende in der Armutsfalle und die Aktivistin Maria Stern kommunizierte Mängel des Österreichischen Unterhaltsrechts einer breiten Öffentlichkeit und war mit ein Grund für nachhaltige Debatten der österreichischen Parlamentsparteien zu einer Gesetzesform.
2018 erfolgte der Studienabschluss als Magistra (Mag. phil.) in Publizistik- und Kommunikationswissenschaft an der Universität Wien, Fakultät für Sozialwissenschaften.
Nadja Sarwat lebt mit ihren drei Söhnen in Wien.

## Auszeichnungen
- 2017: Journalistenpreis für Integration in der Kategorie Online; für Islamische Welt: Ikonen im Kampf um Frauenrechte auf orf.at, verliehen vom Bundesministerium für Europa, Integration und Äußeres (BMEIA) und dem Österreichischen Integrationsfonds[3][4]
- 2017: Journalismuspreis von unten, Hauptpreis in der Kategorie Online; für Alleinerziehende in der Armutsfalle auf orf.at, verliehen von Österreichische Armutskonferenz[5][6]
- 2014: Wahl der besten Journalisten Österreichs, Kategorie Film (3. Platz)[7]

## Publikationen
- Nadja Sarwat: Medien Frauen Macht: erfolgreiche Frauen in der Medienwelt, Böhlau Verlag, Wien 2019. ISBN 978-3-2052089-3-8.
- Nadja Sarwat: Zurück in die Zukunft: Weltrevolution forever, Essay; In: 1968 – Roll over and over again, Edition Roesner, Maria Enzersdorf 2018, ISBN 978-3-9030597-4-0[8]